# Picturesque Matchstickable Messages from the Status Quo
Picturesque Matchstickable Messages from the Status Quo je první studiové album britské rockové skupiny Status Quo, vydané v září roku 1968 společností Pye Records. Kromě čtyř písní obsahuje osm coververzí. Producentem alba byl John Schroeder.

## Seznam skladeb
| Pořadí | Název                         | Autor                     | Délka |
| ------ | ----------------------------- | ------------------------- | ----- |
| 1.     | Black Veils of Melancholy     | Francis Rossi             | 3:17  |
| 2.     | When My Mind Is Not Live      | Rossi, Rick Parfitt       | 2:50  |
| 3.     | Ice in the Sun                | Marty Wilde, Ronnie Scott | 2:13  |
| 4.     | Elizabeth Dreams              | Wilde, Scott              | 3:29  |
| 5.     | Gentleman Joe's Sidewalk Café | Kenny Young               | 3:01  |
| 6.     | Paradise Flat                 | Wilde, Scott              | 3:13  |
| 7.     | Technicolour Dreams           | Anthony King              | 2:54  |
| 8.     | Sheila                        | Tommy Roe                 | 1:56  |
| 9.     | Spicks and Specks             | Barry Gibb                | 2:46  |
| 10.    | Sunny Cellophane Skies        | Alan Lancaster            | 2:47  |
| 11.    | Green Tambourine              | Paul Leka, Pinz           | 2:19  |
| 12.    | Pictures of Matchstick Men    | Rossi                     | 3:13  |

| Bonusy na reedici z roku 2003 | Bonusy na reedici z roku 2003 | Bonusy na reedici z roku 2003 | Bonusy na reedici z roku 2003 |
| Pořadí                        | Název                         | Autor                         | Délka                         |
| ----------------------------- | ----------------------------- | ----------------------------- | ----------------------------- |
| 13.                           | To Be Free                    | Roy Lynes                     | 2:37                          |
| 14.                           | Make Me Stay a Bit Longer     | Rossi, Parfitt                | 2:55                          |
| 15.                           | Auntie Nellie                 | Lancaster                     | 3:22                          |

## Obsazení
- Francis Rossi – zpěv, kytara
- Rick Parfitt – zpěv, kytara
- Alan Lancaster – basová kytara
- John Coghlan – bicí
- Roy Lynes – zpěv, klávesy